# Středoněmecký průplav

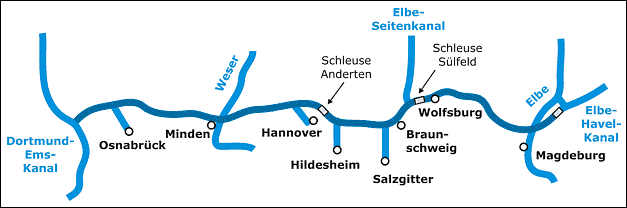
Schéma napojení Středoněmeckého průplavu na jiné vodní cesty

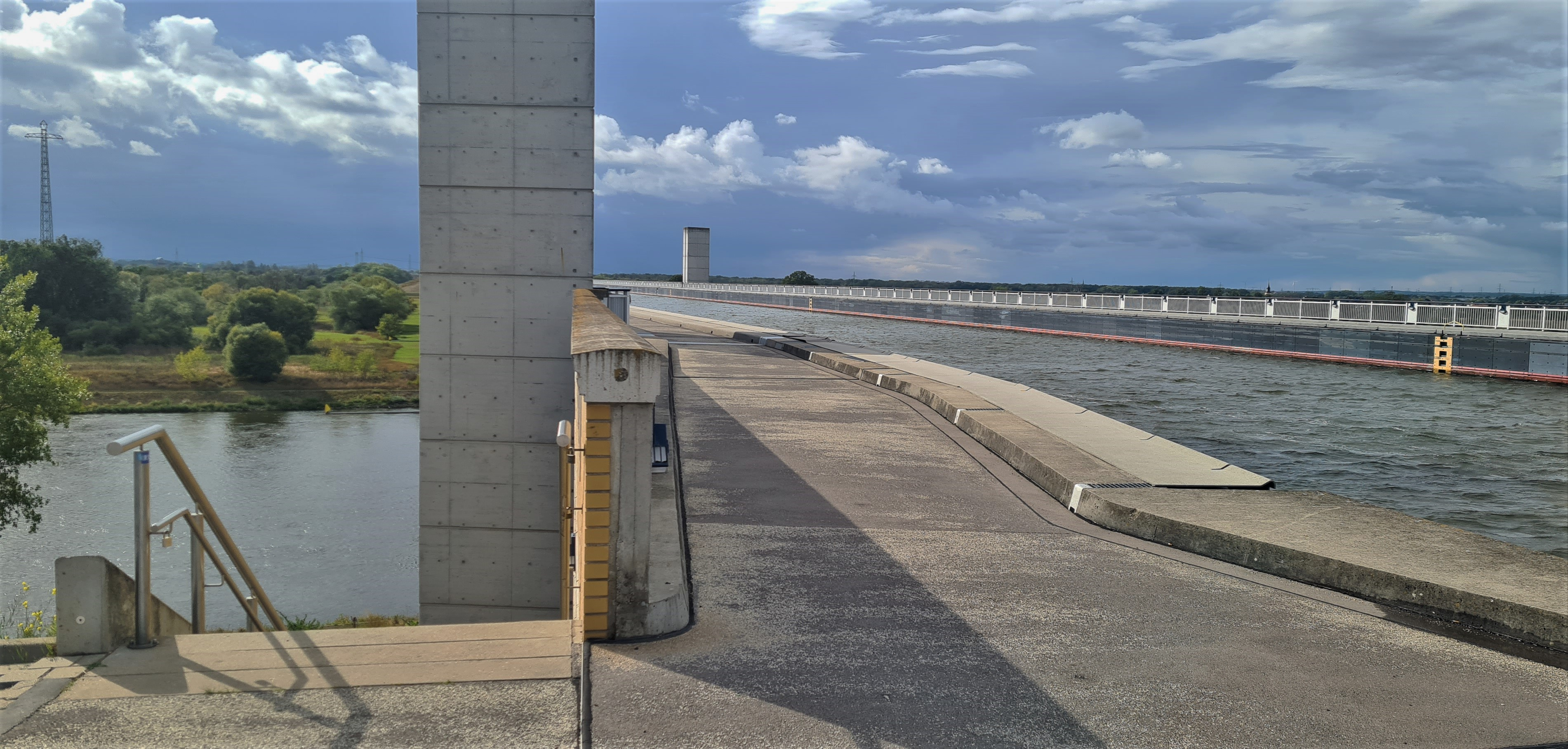
Křížení Středoněmeckého kanálu (vpravo nahoře) s řekou Labe (vlevo dole) 10 km severovýchodně od Magdeburgu

Středoněmecký průplav (německy Mittellandkanal) je průplav v německých spolkových zemích Severní Porýní-Vestfálsko, Dolní Sasko a Sasko-Anhaltsko. Má délku 325,3 km a jedná se tak o nejdelší umělou vodní cestu v Německu. Odděluje se od průplavu Dortmund-Emže poblíž Hörstelu a vede středem Německa na východ severně kolem Teutoburského lesa a severně od Hannoveru k Magdeburku, u kterého se napojuje na průplav Labe-Havola mimoúrovňovým křížením přes Labe. Na své trase také mimoúrovňově křižuje Vezeru u Mindenu. Jeho význam je nadnárodní, neboť je například součástí nejkratší vodní trasy z Francie a Beneluxu do Polska a do Baltského moře. Také se jedná o nejkratší vodní spojení Porýní s Berlínem.
Stavba kanálu začala od západu v roce 1906 (přičemž první plány propojení Porýní s Labem jsou již z roku 1856) a byla přerušena druhou světovou válkou a následně také rozdělením Německa, takže k dokončení napojením na labsko-havolský průplav došlo až v roce 2003.